# Марки сталі
Марки сталі — це класифікація сталей за їх хімічним складом і фізичними властивостями. У США, Європі, Японії і Китаї використовуються різні способи маркування для аналогічних сталей.

## Види сталей
Сталь являє собою сплав заліза з вуглецем, при цьому вміст останнього у ній становить менше 2,14 %, а заліза понад 50 %. Вуглець надає сплаву твердості, але при його надлишку метал стає дуже крихким.
Одним з найважливіших параметрів, за яким сталі поділяють на різні класи, є хімічний склад. Серед сталей за даним критерієм виділяють леговані та вуглецеві, останні поділяються на мало- (вуглецю до 0,25 %), середньо- (0,25-0,6 %) та високовуглецеві (в них міститься більше 0,6 % вуглецю).
Сталь підлягає обов'язковому маркуванню.
Для уточнення відомостей щодо конкретної марки сталі можуть використовуватися так звані марочники.
Леговані сталі, на відміну від нелегованих, мають дещо інше позначення, оскільки в них присутні елементи, які спеціально вводяться в певних кількостях для забезпечення необхідних фізичних або механічних властивостей. Наприклад:
- хром (Cr) підвищує твердість та міцність
- нікель (Ni) забезпечує корозійну стійкість і збільшує прожарювання
- кобальт (Co) підвищує жароміцність і збільшує опір удару
- ніобій (Nb) допомагає покращити кислостійкість та зменшує корозію в зварних конструкціях.

### Маркування елементів сталей
| Найменування маркування | Назва                   | Зарядова кількість атомного ядра | Позначення елемента |
| ----------------------- | ----------------------- | -------------------------------- | ------------------- |
| Л                       | Берилій                 | № 4                              | Be                  |
| Р                       | Бор                     | № 5                              | B                   |
| А                       | Азот                    | № 7                              | N                   |
| Ш                       | Магній                  | № 12                             | Mg                  |
| Ю                       | Алюміній                | № 13                             | Al                  |
| С                       | Кремній                 | № 14                             | Si                  |
| П                       | Фосфор                  | № 15                             | P                   |
| Т                       | Титан                   | № 22                             | Ti                  |
| Ф                       | Ванадій                 | № 23                             | V                   |
| Х                       | Хром                    | № 24                             | Cr                  |
| Г                       | Марганець               | № 25                             | Mn                  |
| До                      | Кобальт                 | № 27                             | Co                  |
| Н                       | Нікель                  | № 28                             | Ni                  |
| Д                       | Мідь                    | № 29                             | Су                  |
| Гол                     | Галій                   | № 31                             | Ga                  |
| Е                       | Селен                   | № 34                             | Se                  |
| Ц                       | Цирконій                | № 40                             | Zr                  |
| Б                       | Ніобій                  | № 41                             | Nb                  |
| М                       | Молібден                | № 42                             | Mo                  |
| Кд                      | Кадмій                  | № 48                             | Cd                  |
| У                       | Вольфрам                | № 74                             | W                   |
| і                       | Іридій                  | № 77                             | Ir                  |
| АС                      | Свинець                 | № 82                             | Pb                  |
| Ві                      | Вісмут                  | № 83                             | Bi                  |
| Ч                       | Рідкісноземельні метали | -                                |                     |

## Маркування сталей у Європі
У європейській системі позначень можливе як буквене так і цифрове позначення марок сталі. У стандарті EN 10027, що складається із двох частин, описується порядок найменувань сталей та присвоєння ним буквено-цифрових позначень (частина 1), а також правила присвоєння сталям порядкових номерів (частина 2). Одна й та сама марка сталі може мати як буквено-цифрове позначення, так і порядковий номер. Наприклад, сталь 18CrNiMo7-6 також має порядковий номер 1.6587. Усі країни ЄС використовують маркування сталей за стандартом EN 10027. У деяких випадках виробники металопродукції додатково вказують і національне маркування .

### Літерно-цифрове маркування (EN 10027-1)
Відповідно до стандарту EN 10027 (частина 1), стали діляться на дві групи та отримують класифікацію згідно з цими групами:
- за їх призначенням, механічними або фізичними властивостями
- за хімічним складом

#### Маркування сталі за призначенням
Найменування сталей складається з однієї або більше літер, пов'язаних із призначенням сталі:
- S — конструкційні сталі
- P — сталі для котлів та посудин високого тиску
- L — сталі для трубопроводів
- E — сталі для машинобудування
- B — арматурні сталі
- Y — сталі для попередньо-напружених конструкцій
- R — рейкові сталі
- H або HT — холоднокатаний листовий прокат із високоміцних сталей для холодного штампування.
- D — листовий прокат для холодного штампування
- T — пакувальні листи та стрічки
- M — електротехнічні сталі

За літерами йдуть числа, що визначають її властивості. Найчастіше це межа плинності в МПа. За цифрами можуть йти додаткові символи, що визначають стан поставки сталі та її призначення, наприклад:
- Q — термооброблена
- N — нормалізована
- Q — після загартування та відпуску
- D — для нанесення покриттів у гарячому стані
- Y — з малим вмістом елементів впровадження (C та N)
- Cr — легована хромом

##### Приклад розшифровки марки стали за призначенням
Марка сталі S355J2+N (1.0577) розшифровується так:
- S — конструкційна сталь
- 355 — мінімальна межа плинності 355 МПа
- J2 — робота до руйнування при ударі (Kv) 20-27 Дж
- N — нормалізована

#### Маркування сталі за хімічним складом
Маркування за хімічним складом поділено на чотири групи, залежно від призначення та вмісту легуючих елементів. Позначення може починатися або з букви або з цифри:
- С — нелеговані високоякісні сталі із середнім вмістом марганцю < 1 % (крім автоматних)
- Цифра — низьколеговані високоякісні сталі з вмістом марганцю > 1 %, низьколеговані автоматні сталі, леговані сталі (крім швидкорізальних) із вмістом кожного легуючого елемента до 5 %. Значення цифри свідчить про вміст вуглецю у відсотках, помножене на 100.
- Х — леговані сталі (крім швидкорізальних) із середнім вмістом щонайменше одного легуючого елемента понад 5 %
- HS — швидкорізальні сталі

За винятком швидкорізальних сталей, перше число в маркуванні означає середній вміст вуглецю в масових відсотках, помножене на 100. Нелеговані сталі після вказівки середнього вмісту вуглецю можуть мати буквене позначення, що визначає їх специфічні властивості, наприклад:
- E — заданий максимальний вміст сірки (помножений на 100)
- U — інструментальна
- S — для пружин

Марганцовисті (>1 % Mn) і низьколеговані конструкційні сталі з вмістом кожного легуючого елемента до 5 % (крім швидкорізальних) після вказівки вмісту вуглецю в маркуванні мають послідовність літер — символи хімічних елементів, перелічені за зменшенням вмісту елементів. За ними вказують числа в аналогічній послідовності через тире, що відповідають середньому вмісту елемента, помноженого на наступні коефіцієнти:
| Коефіцієнт множення | Елементи                              |
| ------------------- | ------------------------------------- |
| 4                   | Cr, Co, Mn, Ni, Si, W                 |
| 10                  | Al, Be, Cu, Mo, Nb, Pb, Ta, Ti, V, Zr |
| 100                 | Ce, N, P, S                           |
| 1000                | B                                     |

Леговані сталі (крім швидкорізальних), після позначення літерою «Х» і вмісту вуглецю у відсотках, помножене на 100, містять на початку маркування символи хімічних елементів, перелічені за зменшенням вмісту елементів. Наступні числа вказують вміст елементів у відсотках через тире. Швидкорізальні сталі з літерою «HS» на початку позначення маркуються цифрами (без зазначення вмісту вуглецю), відокремлені тире, що показують вміст легуючих елементів у відсотках у такому порядку: вольфрам, молібден, ванадій та кобальт .

##### Приклади розшифровки марок сталі за хімічним складом
Марка сталі C35E (1.1181) розшифровується так:
- C — нелегована високоякісна сталь із середнім вмістом марганцю < 1 %
- 35 — середній вміст вуглецю 0,35 %
- Е — заданий максимальний вміст сірки

Марка сталі 13CrMo4-5 (1.7335) розшифровується як низьколегована сталь із середнім вмістом вуглецю 0,13 %, хрому — 1 %, молібдену — 0,5 % та з вмістом марганцю більше 1 %.
X5CrNi18-10 (1.4301) — легована нержавіюча сталь з вмістом вуглецю 0,05 %, 18 % хрому та 10 % нікелю.
Швидкорізальна сталь HS6-5-1-5 (1.3343) містить 6 % вольфраму, 5 % молібдену, 1 % ванадію та 5 % кобальту.

### Маркування за порядковим номером (EN 10027-2)
Правило надання порядкових номерів визначається стандартом EN 10027 (частина 2). Порядковий номер сталі подається у вигляді 1.XXXX, де 1 визначає, що цей матеріал відноситься до сталей. Наступні дві цифри після 1. визначають номер групи сталей, а останні — порядковий номер сталі в групі. За номером групи можна однозначно визначити, до якого типу належить та чи інша сталь:
| Найменування     | Група сталей                              | Порядкові номери |
| ---------------- | ----------------------------------------- | ---------------- |
| Нелеговані сталі | Сталі звичайної якості                    | 1.00ХХ           |
| Нелеговані сталі | Якісні сталі                              | 1.01ХХ — 1.09ХХ  |
| Нелеговані сталі | Високоякісні сталі                        | 1.10ХХ — 1.13ХХ  |
| Нелеговані сталі | Інструментальні нелеговані сталі          | 1.15ХХ — 1.18ХХ  |
| Леговані сталі   | Інструментальні леговані сталі            | 1.20ХХ — 1.28ХХ  |
| Леговані сталі   | Швидкорізальні сталі                      | 1.32ХХ — 1.33ХХ  |
| Леговані сталі   | Зносостійкі сталі                         | 1.34ХХ           |
| Леговані сталі   | Підшипникові сталі                        | 1.35ХХ           |
| Леговані сталі   | Матеріали із спеціальними властивостями   | 1.36ХХ — 1.39ХХ  |
| Леговані сталі   | Нержавіючі сталі                          | 1.40ХХ — 1.45ХХ  |
| Леговані сталі   | Жароміцні та жаростійкі сталі             | 1.46ХХ — 1.49ХХ  |
| Леговані сталі   | Високоякісні леговані конструкційні сталі | 1.50ХХ — 1.85ХХ  |
| Леговані сталі   | Зварювальні високоякісні сталі            | 1.87ХХ — 1.89ХХ  |